# Josef Grohé
Josef Grohé, född den 6 november 1902 i Gemünden (Hunsrück), Rhenprovinsen, död den 27 december 1987 eller den 3 januari 1988 i Köln, Nordrhein-Westfalen, var en tysk nazistisk politiker. Han var Gauleiter för Gau Köln-Aachen från 1931 till 1945. I juli 1944 utsågs han till rikskommissarie, det vill säga chef för civilförvaltningen, i Belgien och norra Frankrike. Grohé var även ledamot av tyska riksdagen och Obergruppenführer i NSKK.
Efter andra världskriget greps Grohé av allierade soldater och utlämnades till Belgien, där han internerades. Han återvände till Tyskland 1950 och dömdes av en denazifieringsdomstol till fyra och ett halvt års fängelse.